# 毛枝柳
毛枝柳（学名：Salix dasyclados）是杨柳科柳属的植物。分布在日本、欧洲、蒙古、俄罗斯以及中国大陆的辽宁、山东、吉林、新疆、陕西、内蒙古、黑龙江等地，生长于海拔100米至3,200米的地区，见于水边湿地，目前尚未由人工引种栽培。